# Zentralafrikanische Zentralbank
Die Zentralafrikanische Zentralbank (französisch: Banque des États de l'Afrique Centrale, verkürzt auch Banque Centrale), kurz BEAC, ist die Zentralbank der afrikanischen Länder Äquatorialguinea, Gabun, Kamerun, Republik Kongo, Tschad und der Zentralafrikanischen Republik. Diese Länder bilden die Zentralafrikanische Wirtschafts- und Währungsunion (Communauté Économique et Monétaire de l'Afrique Centrale).
Die Hauptfiliale der Zentralafrikanischen Zentralbank befindet sich in Yaoundé, der Hauptstadt von Kamerun. In jedem Land der CEMAC wird mindestens eine Niederlassung unterhalten.

## Geschichte
Am 29. Juni 1901 wurde die Banque de l'Afrique Occidentale für die französischen Kolonien in Afrika gegründet, die 1920 ihre Aktivitäten auch auf die zentralafrikanischen französischen Gebiete ausdehnte. Am 2. April 1941 wurde die Caisse Centrale de la France Libre (CCFL) gegründet, um als Emissionsinstitut für Zentralafrika zu fungieren. Am 2. Februar 1944 wurde diese umfirmiert in Caisse Centrale de la France d'Outre-Mer (CCFOM). Ab 25. Dezember 1945 wurde begonnen, den CFA-Franc zu emittieren. Am 20. Januar 1955 wurde das Institut d'Émission de l'Afrique Équatoriale Français et du Cameroun gegründet, das am 14. April 1959 zur Banque Centrale des États de l'Afrique Équatoriale et du Cameroun (B.C.E.A.C.) wurde und seit 22. November 1972 den jetzigen Namen Banque des États de l'Afrique Centrale trägt und zunächst bis zur Gründung der CEMAC die Zentralbank der 1964 gegründeten Zentralafrikanischen Zoll- und Wirtschaftsunion (UDEAC) war.